# 檀紙 (高松市)
檀紙（だんし）は香川県高松市西部にある一地区で、高松市役所檀紙出張所の管内。檀紙町、御廐町、中間町の3町からなる。かつては全域が「香川郡檀紙村」（だんしむら）として存在し、1956年（昭和31年）9月30日に高松市に編入された。

## 地理
地区は高松市西部に位置し、香東川と本津川に挟まれた一帯である。人口は2010年時点で7575人（男3678人/女3897人）、世帯数は2938世帯であり、2010年までの10年間ではほぼ横ばいか微減状態である。面積は7.64km2と高松市の地区ではやや広く、基本的に農村地帯を形成しているため人口密度は1平方キロメートルあたり1018.72人と高松市の平均（1140.03人）を下回っている。
中間町のうち1 - 90番地の一塊は飛び地になっており、円座地区の中に位置している。そのため小学校の校区も飛び地部分は円座小学校の校区となっている。
地区内にある御廐町の「廐」の部首は正式には广（まだれ）ではなく厂（がんだれ）を使って「」と書き、高松市の公称町名一覧表にもその字体で表記されているが、コンピュータの一般的な文字環境では入力できない場合が多いため、便宜的に常用字体の「厩」か、广を使って「廐」と表記することが多い。また、旧印刷標準字体では同じく異体字の「厂（がんだれ）に既」と書くため現地の看板や標識などにおいてはこの字体も広く使われており、ことでんバスの御廐バス停の看板や国道11号御厩町交差点の地名標識、香川県道178号山崎御厩線の県道標識はその字体で表記されている。

### 地形
全域が高松平野の一部であるため大きな起伏は存在しないが、地区西部には六ツ目山を中心とした標高200-300m級の山が連なっており、高松平野はここで終了する。
地区の中心には古川が貫流し、地区の北端を流れる本津川へ合流する。香川県の典型的な平野の特徴であるため池は、西部の六ツ目山山麓に沿うようにして多く存在する。
- 山：六ツ目山、堂山、加藍山、津内山
- 川：本津川、古川、香東川
- 湖沼：衣掛池、しょうぶ池、御廐池、新池、奥谷池、柳池、竹藪上池、比古呂池、カゴ池、天神池、上池、ハス池、森池、道池、半田池

### 土地利用
かつて地区内は基本的に田の広がる田園地帯であり、散村状に民家が点在していたが、比較的早い時期から国道11号高松南バイパスや県道176号檀紙鶴市線（産業道路）など幹線道路の開通、高松道高松西I.C.の供用開始などの交通アクセスの向上が相次いだ。それでも地区の大部分は、これまで市街化調整区域であったため農地転用による開発が制限されていたが、2004年（平成16年）に県によってその線引きが撤廃された影響でそれまで農地だった土地が次々と宅地化しており、結果それまで減少傾向だった人口は高松市中心部のベッドタウンとして2005年（平成17年）から増加している。しかし、これら地域は道路や下水道などのインフラ整備が行われていないため、スプロール化やそれに伴う高松市全体の地盤沈下などが懸念されている。

### 人口
| \| 2002年（平成14年） \| 6,776人 \| \| \| 2003年（平成15年） \| 6,748人 \| \| \| 2004年（平成16年） \| 6,762人 \| \| \| 2005年（平成17年） \| 7,004人 \| \| \| 2006年（平成18年） \| 7,164人 \| \| \| 2007年（平成19年） \| 7,340人 \| \| \| 2008年（平成20年） \| 7,400人 \| \| \| 2009年（平成21年） \| 7,499人 \| \| \| 2010年（平成22年） \| 7,575人 \| \| |         |  |
| 高松市 / 登録人口（10月1日時点） |         |  |
| 2002年（平成14年） | 6,776人 |  |
| 2003年（平成15年） | 6,748人 |  |
| 2004年（平成16年） | 6,762人 |  |
| 2005年（平成17年） | 7,004人 |  |
| 2006年（平成18年） | 7,164人 |  |
| 2007年（平成19年） | 7,340人 |  |
| 2008年（平成20年） | 7,400人 |  |
| 2009年（平成21年） | 7,499人 |  |
| 2010年（平成22年） | 7,575人 |  |

### 隣接する地域
- 北：高松市鬼無地区、弦打地区
- 東：高松市鶴尾地区、一宮地区
- 南：高松市円座地区
- 西：高松市端岡地区、山内地区

### 高松市檀紙出張所管内
- 檀紙町 761-8041
- 御廐町 761-8042
- 中間町 761-8043

## 歴史

### 年表
高松市編入以前は「檀紙村」を参照
- 1956年（昭和31年）9月30日 - 香川郡檀紙村が高松市に合併（高松市第5次合併）。この区域を以って高松市檀紙地区成立。
  - 旧大字の区域を継承した檀紙町、御廐町、中間町の3町を設置。
  - 高松市檀紙出張所が開所。
  - 檀紙村立檀紙小学校が高松市立檀紙小学校に改称。
  - 檀紙村立檀紙中学校が高松市立檀紙中学校に改称。
- 1965年（昭和40年）4月1日 - 市立檀紙中学校を廃して、市立円座中学校及び市立川岡中学校と統合し、円座地区に市立香東中学校が新設。

### 町名の変遷
| 実施後 | 実施年月日      | 実施前   |
| ------ | --------------- | -------- |
| 檀紙町 | 昭和31年9月30日 | 大字檀紙 |
| 御廐町 | 昭和31年9月30日 | 大字御廐 |
| 中間町 | 昭和31年9月30日 | 大字中間 |

## 経済
高松市の平均と比較して第一次産業（+4.1%）及び第二次産業従事者（+4.6%）の割合が高く、第三次産業従事者（-8.7%）の割合は大幅に低くなっている。

### 第一次産業
- 就業者数：247人、構成比：7.6%（2005年国勢調査）[3]

地区内には多くの農地が存在し、主に稲作を中心とした農業が行われている。しかし、郊外化による宅地開発で農地は年々減少する傾向にある。
- 米

### 第二次産業
- 就業者数：780人、構成比：24.0%（2005年国勢調査）[3]

地区内に大規模な第二次産業集中地帯は無いが、中小の工場が点在している。

### 第三次産業
- 就業者数：2221人、構成比：68.4%（2005年国勢調査）[3]

主な商業施設
- マルナカ檀紙店（2025年8月31日閉店予定）

主な企業
- JA香川県檀紙支店
- 四国電力高松変電所・端岡変電所

## 教育
地区内の小学校は市立檀紙小学校が存在し、中学校は存在しない。小学校区は檀紙小学校が地区の大部分を校区としているが、中間町のうち円座地区に飛び地になっている部分は円座小の校区であるほか、勅使町（鶴尾地区）の一部及び成合町（一宮地区）のうち香東川以西も校区としている。中学校区は隣接する円座地区にある市立香東中学校の校区となっている。
小学校・中学校
太字の校名は地区内に位置する学校で、それ以外は地区内には位置しないが校区が地区内にかかっている学校。
- 高松市立檀紙小学校
- 高松市立香東中学校

幼稚園・保育所
- 市立檀紙幼稚園
- 私立まゆみ幼稚園
- 私立高松西保育園

## 行政
この地区は1956年（昭和31年）以降高松市の一部であるため地区単独での自治権はもたない。この地区の行政サービスの中心としては高松市檀紙出張所があり各種住民サービスに対応している。またそこは公民館も兼ねていて檀紙コミュニティセンターとして地域交流・生涯学習の中心となっている。
主な行政施設
- 高松市檀紙出張所
- 高松南警察署檀紙駐在所
- 高松市水道局御廐配水池

## 公共施設
公共施設
- 檀紙コミュニティセンター（公民館）
- 檀紙郵便局

## 交通

### 道路
高速道路
- 高松自動車道
  - 高松西インターチェンジ
  - 高松檀紙インターチェンジ

国道
- 国道11号高松南バイパス

主要地方道
- 香川県道12号三木国分寺線
- 香川県道44号円座香南線バイパス

その他県道
- 香川県道171号国分寺太田上町線
- 香川県道176号檀紙鶴市線（産業道路）
- 香川県道177号円座香西線
- 香川県道178号山崎御厩線

### 鉄道
- なし

地区内に鉄道駅は存在しないため、最寄り駅は隣接する地区のJR予讃線鬼無駅かことでん琴平線円座駅となる。

### バス
地区内を通るバス路線はことでんバス御厩・県立総合プール線の1路線が存在する。全便JR高松駅発ことでん瓦町駅経由で、地区内では国道11号を路線としている。
また、2023年11月には高速バスの停留所（高松西インター北）が新設された。
ことでんバス
- 御厩・県立総合プール線 47・32 中森 - 八幡 - 御厩 - 正勝 - 県立総合プール

## メディア

### 放送
ケーブルテレビ
- ケーブルメディア四国（高松ケーブルテレビ）

地上波テレビ放送
基本的に高松市東部古高松地区の前田山にある高松局を受信する。何らかの理由で高松局の受信が困難な場合は反対側の三豊市にある西讃岐中継局を受信する。そのほか、地形的に石清尾山塊が障害になる場合は岡山県玉野市の金甲山にある岡山局を受信している世帯もあり、それらの世帯向けに鬼無地区にNHK高松専用の鬼無中継局が設置されている。高松局・西讃岐局を受信する場合はアナログ放送でもUHFアンテナ1本で全チャンネルが受信できるが、アナログ放送において岡山局を受信する場合はUHFアンテナとVHFアンテナの2本が必要だった。なお、デジタル放送は全てUHFアンテナ1本で済む。
| 局名                 | 局名                 | NHK高松 | NHK高松 | NHK岡山 | NHK岡山 | RNC  | KSB  | RSK  | OHK  | TSC  | 出力            | 偏波面 | 送信 場所 |
| 局名                 | 局名                 | 総合    | 教育    | 総合    | 教育    | RNC  | KSB  | RSK  | OHK  | TSC  | 出力            | 偏波面 | 送信 場所 |
| デジタルリモコン番号 | デジタルリモコン番号 | 1ch     | 2ch     | 1ch     | 2ch     | 4ch  | 5ch  | 6ch  | 8ch  | 7ch  | 出力            | 偏波面 | 送信 場所 |
| -------------------- | -------------------- | ------- | ------- | ------- | ------- | ---- | ---- | ---- | ---- | ---- | --------------- | ------ | --------- |
| 高松                 | デジタル             | 24ch    | 13ch    | -       | -       | 15ch | 17ch | 21ch | 27ch | 18ch | NHK1kW/民放500W | 水平   | 前田山    |
| 高松                 | アナログ             | 37ch    | 39ch    | -       | -       | 41ch | 33ch | 29ch | 31ch | 19ch | NHK10kW/民放5kW | 水平   | 前田山    |
| 西讃岐               | デジタル             | 24ch    | 13ch    | -       | -       | 15ch | 17ch | 21ch | 28ch | 18ch | 100W            | 水平   | 大麻山    |
| 西讃岐               | アナログ             | 44ch    | 40ch    | -       | -       | 50ch | 42ch | 48ch | 52ch | 46ch | 3kW             | 水平   | 大麻山    |
| 岡山 (北讃岐)        | デジタル             | (24ch)  | (13ch)  | 32ch    | 45ch    | 20ch | 30ch | 21ch | 27ch | 18ch | 2kW(200W)       | 水平   | 金甲山    |
| 岡山 (北讃岐)        | アナログ             | -       | -       | 5ch     | 3ch     | 9ch  | 25ch | 11ch | 35ch | 23ch | V10kW/U20kW     | 水平   | 金甲山    |
| 鬼無                 | アナログ             | 62ch    | 60ch    | -       | -       | -    | -    | -    | -    | -    | 3W              | 水平   | 勝賀山    |

| AMラジオ放送 - NHK高松第1放送：1368kHz（高松局 出力5kW） - NHK高松第2放送：1035kHz（高松局 出力1kW） - 西日本放送ラジオ：1449kHz/90.3MHz（高松局 出力5kW） | FMラジオ放送 - NHK高松FM放送：86.0MHz（高松局 出力1kW） - FM香川：78.6MHz（高松局 出力1kW） - FM高松：81.5kHz（コミュニティ放送 出力20W） |

県外波
| - NHK岡山第1放送：603kHz（岡山局 出力5kW） - NHK岡山第2放送：1386kHz（岡山局 出力5kW） - RSKラジオ：1494kHz（岡山局 出力10kW） - NHK大阪第1放送：666kHz（大阪局 出力100kW） - NHK大阪第2放送：828kHz（大阪局 出力300kW） - MBSラジオ：1179kHz（大阪局 出力50kW） - 朝日放送ラジオ：1008kHz（大阪局 出力50kW） - ラジオ大阪：1314kHz（大阪局 出力50kW） | - NHK岡山FM放送：88.7MHz（岡山局 出力1kW） - FM岡山：76.8MHz（岡山局 出力1kW） |

## 名所・旧跡・観光・レジャー
- 小比賀家住宅（国の重要文化財）
- 高松市西部運動センター（所在地は鬼無地区である敷地の多くは檀紙地区に掛かっている）